# Aya Koda

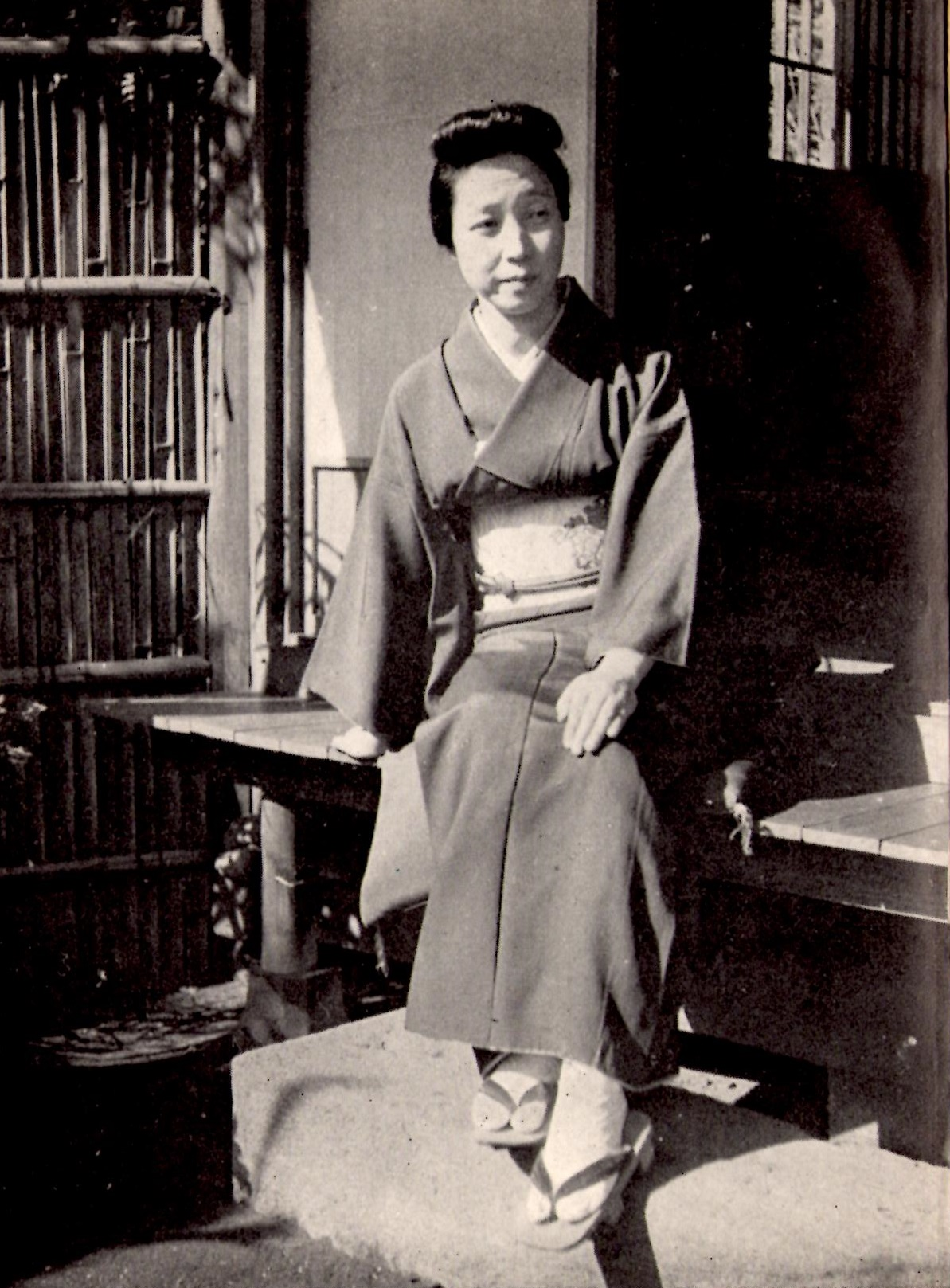
Aya Kōda, em 1950.

Aya Kōda (Tóquio, 1 de setembro de 1904 - Ishioka, Ibaraki, 31 de outubro de 1990) foi uma romancista e ensaísta japonesa, bem como membro da Academia de Arte do Japão.
Kōda nasceu em 1 de setembro de 1904 no distrito de Terajima-chō, na Prefeitura de Tóquio (atual Tóquio), como a segunda filha do romancista Koda Rohan, e sua esposa, Kimi. Sua mãe morreu quando Kōda tinha cinco anos e seu pai se casou novamente três anos depois. Ela se formou na primeira escola em 1917 e entrou na Escola Superior das Meninas em Tóquio. Seu irmão mais novo, Shigetoyo, morreu em 1926.